# Де Анджелис, Элио
Элио де Анджелис (итал. Elio de Angelis, 26 марта 1958, Рим — 15 мая 1986, Марсель) — итальянский автогонщик, участник чемпионатов мира по автогонкам в классе Формула-1. За восемь лет в чемпионате дважды побеждал, неоднократно занимал место на подиуме. Был весьма популярен среди болельщиков в 80-е годы, за аккуратное поведение на трассе получил прозвище «Последний честный игрок» (англ. last gentleman player). Попав в аварию на тестах в Ле-Кастелле, не смог вовремя выбраться из загоревшейся машины без посторонней помощи и умер на следующий день от отравления продуктами горения.

## Биография

### Ранние годы
Де Анджелис родился в Риме в 1958 году в богатой семье. Его отец, Джулио Де Анджелис, был поставщиком и гонщиком спортивных катеров, завоевавшим множество титулов в этом виде спорта в 1960-1970-е годы. Финансовые возможности семьи частично облегчили Элио начало гоночной карьеры. Как и многие пилоты, начал он с картинга, после чего в 1977 перешёл в итальянскую Формулу-3. Третью же для себя гонку он выиграл, а в конце сезона смог победить и в борьбе за титул. В европейском чемпионате той же Формулы он стал седьмым. На следующий год он перешёл в Формулу-2, где выступал за «Минарди», провёл одну гонку в Британской Формуле-1, а также выиграл престижный Гран-при Монако Формулы-3. Эти успехи на трассе, а также спонсорская поддержка позволили ему получить место в Формуле-1 — в команде «Шэдоу».

### Формула-1
Место для дебюта было выбрано не очень удачное — лучшие дни команды прошли, а перед началом ей был нанесён и мощный удар — большая группа конструкторов во главе с Джеки Оливером покинула её ряды, забрав с собой чертежи болида. Тем не менее, в условиях ограниченного бюджета и при наличии не очень быстрой машины, Де Анджелис смог извлечь максимум из данного. Он регулярно финишировал в десятке сильнейших, а в последней гонке сезона и вовсе финишировал четвёртым. Всё это позволило ему в следующем, 1980 сезоне, перейти в команду «Лотус».
Де Анджелис занял уже во второй гонке второе место, проиграв лидеру, Рене Арну 24 секунды. В дальнейшем он ещё трижды финишировал в очках, набрал их 13, и затмил собственного партнёра — титулованного Марио Андретти, который смог заработать лишь одно. Следующий сезон стал для Де Анджелиса не менее успешным — он регулярно финишировал в очках и почти вдвое опередил по их числу партнёра, Найджела Мэнселла. В Австрии он победил, опередив будущего чемпиона Кеке Росберга на 0,05 секунды.
Третий сезон в команде Чепмена выдался для Де Анджелис трудным. Команда сменила проверенный годами Cosworth DFV на турбированный мотор «Рено», и весь сезон промучилась с проблемами надёжности. Начав сезон с дисквалификации за позднюю смену мотора, Де Анджелис регулярно квалифицировался в первых рядах, на Гран-при Европы завоевал поул, но до финиша добрался всего дважды. Очки заработать удалось лишь на родном этапе в Италии, где он занял пятое место.
Следующий, 1984 сезон, стал более успешным — команда справилась с проблемой надёжности, и Де Анджелис стал регулярно набирать очки. Лучшим результатом для него стало второе место в Гран-при Детройта. Заняв третье место в чемпионате, он стал единственным непобеждавшим среди первых пяти пилотов. Одно время он лидировал в чемпионате, а всего в сезоне заработал 34 очка.
Статус де Анджелиса, как первого пилота команды, пошатнулся после прихода в команду многообещающего молодого пилота Айртона Сенны. Вдохновлённая талантами бразильца, команда уделяла почти всё внимание ему, и в чемпионате де Анджелис проиграл напарнику. Более того, Сенна выиграл дважды, в том числе в Португалии, где он в дождевых условиях на круг опередил всех, кроме одного гонщика. Де Анджелис одержал единственную победу — после дисквалификации Проста. После ухода итальянца Сенна не дал команде взять на освободившееся место конкурентоспособного Дерека Уорика — вместо него был взят аристократ Джонни Дамфриз, который был изгнан из команды, когда «Хонде», поставлявшей команде моторы, потребовалось посадить за руль своего протеже Сатору Накадзиму.
Уйдя из «Лотуса», в котором он провёл шесть лет, Де Анджелис устроился в «Брэбем», где заменил Нельсона Пике, к тому времени двукратного чемпиона мира. Команда, работавшая над очередной революционной идеей конструктора Гордона Марри, страдала от всевозможных неполадок. Реализация идеи, автомобиль Brabham BT55, отличался сверхнизким профилем, что позволяло существенно уменьшить фронтальное сопротивление, вместе с тем увеличив прижимную силу. Автомобиль был надёжен, в отличие от двигателя. Для того, чтобы вместить его в машину, пришлось увеличить угол развала цилиндров до 72 градусов, что в свою очередь привело к проблемам с циркуляцией масла. Это ещё более увеличивало «запаздывание турбо», которое у моторов BMW и так было относительно немаленьким. Команда пыталась бороться с проблемами, но на тестах в Ле-Кастелле случилась трагедия.

### Гибель
Тесты проходили на французском автодроме Поль Рикар всего через неделю после Гран-при Монако, где де Анджелис в очередной раз сошёл. После прохождения быстрой прямой заднее антикрыло Brabham BT55 оторвалось под нагрузкой, болид потерял прижимную силу, перелетел через отбойник и перевернулся. Сам по себе удар не причинил вреда де Анджелису, но выбраться самостоятельно он не мог. Ситуация усугублялась тем, что на трассе отсутствовали маршалы, как и вообще кто-либо, кто мог оказать помощь. Непосредственными свидетелями аварии были лишь двое механиков «Бенеттон», устанавливавшие датчики в конце пит-лейн. Через минуту на место аварии подъехал Алан Джонс, который тем не менее не мог ничего сделать один и был вынужден просто стоять и смотреть.
Вскоре появились Прост и Мэнселл, но к этому моменту уже разгорелось пламя и стало невозможно подойти к машине. Маршал, экипированный лишь в футболку и шорты и вооружённый огнетушителем сделал ситуацию только хуже: по воспоминаниям Джонса, большая часть струи отправилась не на огонь, а прямо в кокпит, что ещё ухудшило состояние гонщика. Подъехавший пожарный автомобиль тоже не мог сразу приступить к тушению — не хватило длины шланга, чтобы дотянуться до машины. Наконец, после десяти минут задержки де Анджелис был извлечён из машины. Ещё полчаса потребовалось, чтобы прибыл медицинский вертолёт, который отвёз гонщика в госпиталь в Марселе.
Из всех повреждений у де Анджелиса имелся лишь перелом ключицы и лёгкие ожоги на спине, но через 29 часов он умер от отравления продуктами горения, которые вдыхал, пока находился в машине. Де Анджелис стал последним гонщиком, погибшим в аварии Формулы-1 вплоть до гибели Ратценбергера на Гран-при Сан-Марино 1994 года. Его место в «Брэбеме» занял Дерек Уорик, который не смог занять его место в «Лотусе». Ходили слухи, что приглашение британца было вызвано тем, что он оказался единственным нетрудоустроенным гонщиком, кто не предложил своих услуг шефу команды Берни Экклстоуну непосредственно после аварии.
Гибель де Анджелиса непосредственно повлияла на решения, принятые впоследствии руководством Формулы-1 для усиления безопасности гонок. По инициативе президента ФИА Жана-Мари Балестра были введены ограничения на мощность двигателей, а автодром был урезан вдвое — в результате быстрая связка поворотов Verrerie, где случилась авария, была превращена в медленный поворот. Эти меры, снизившие вероятность тяжёлой аварии, в действительности не принимали во внимание основную причину катастрофы: плохое обеспечение маршалами и медиками. Позднее во время Гран-при Франции на том же автодроме только проворство Филиппа Стрейффа уберегло его от травм — его автомобиль, загоревшийся из-за технических неполадок, сгорел почти полностью, а пожарный автомобиль сначала отправился в неверном направлении, а потом залил пеной полтрассы, а не горящий автомобиль.
Де Анджелис не любил тестов, считая, что пилоты имеют достаточно возможностей практиковаться во время официальных уикендов. Его гибель на тестах привела впоследствии к кардинальному изменению порядка обеспечения гонок медиками.
Де Анджелис был одарённым пианистом, способным выступать на концертном уровне, а также прекрасно импровизировал. Во время забастовки пилотов в 1982 он вместе с Жилем Вильнёвым целый вечер развлекал игрой на пианино запершихся в отеле гонщиков.

## Результаты гонок
| Легенда к таблице |                                                                    |
| --- | ------------------------------------------------------------------ |
| В таблице перечислены результаты всех Гран-при Формулы-1, в которых принимал участие гонщик. Строками таблицы являются сезоны, столбцами — этапы чемпионата мира. В каждой клетке указаны сокращённое название этапа и результат, дополнительно обозначенный цветом. Расшифровка обозначений и цветов представлена в нижеследующей таблице. |                                                                    |
| \| Пример \| Описание \| \| ------------ \| ------------------------------------------------------------------ \| \| 1 \| Победитель \| \| 2 \| Второе место \| \| 3 \| Третье место \| \| 5 \| Финишировал, заработав очки \| \| Сход \| Не финишировал, но при этом заработал очки \| \| 12 \| Финишировал, не получив очков \| \| НКЛ \| Финишировал, но не попал в финальную классификацию \| \| 15 \| Участвовал вне зачёта, либо по отдельной классификации \| \| 18 \| Не финишировал, но попал в финальную классификацию \| \| Сход \| Не финишировал \| \| НКВ \| Не прошёл квалификацию \| \| НПКВ \| Не прошёл предквалификацию \| \| ДСК \| Дисквалифицирован \| \| ИСК \| Исключён из протокола соревнований \| \| ТТ \| Заявлен для участия только в тренировках \| \| НС \| Участвовал в квалификации, но не стартовал в гонке \| \| Т \| Травмирован или болен \| \| ОТК \| Отказ от участия \| \| НТР \| Прибыл на соревнования, но на трассу не выезжал \| \| НПР \| Был заявлен в числе участников, но не прибыл к началу соревнований \| \| О \| Соревнования отменены \| \| \| Не участвовал \| \| Поул-позиция \| \| \| Быстрый круг \| \| |                                                                    |
| Пример | Описание                                                           |
| 1 | Победитель                                                         |
| 2 | Второе место                                                       |
| 3 | Третье место                                                       |
| 5 | Финишировал, заработав очки                                        |
| Сход | Не финишировал, но при этом заработал очки                         |
| 12 | Финишировал, не получив очков                                      |
| НКЛ | Финишировал, но не попал в финальную классификацию                 |
| 15 | Участвовал вне зачёта, либо по отдельной классификации             |
| 18 | Не финишировал, но попал в финальную классификацию                 |
| Сход | Не финишировал                                                     |
| НКВ | Не прошёл квалификацию                                             |
| НПКВ | Не прошёл предквалификацию                                         |
| ДСК | Дисквалифицирован                                                  |
| ИСК | Исключён из протокола соревнований                                 |
| ТТ | Заявлен для участия только в тренировках                           |
| НС | Участвовал в квалификации, но не стартовал в гонке                 |
| Т | Травмирован или болен                                              |
| ОТК | Отказ от участия                                                   |
| НТР | Прибыл на соревнования, но на трассу не выезжал                    |
| НПР | Был заявлен в числе участников, но не прибыл к началу соревнований |
| О | Соревнования отменены                                              |
| | Не участвовал                                                      |
| Поул-позиция |                                                                    |
| Быстрый круг |                                                                    |

| Сезон | Команда                        | Шасси        | Двигатель                              | Ш | 1        | 2        | 3        | 4        | 5        | 6        | 7        | 8        | 9        | 10       | 11       | 12       | 13       | 14       | 15       | 16       | Место | Очки |
| ----- | ------------------------------ | ------------ | -------------------------------------- | - | -------- | -------- | -------- | -------- | -------- | -------- | -------- | -------- | -------- | -------- | -------- | -------- | -------- | -------- | -------- | -------- | ----- | ---- |
| 1979  | Interscope Shadow Racing Team  | Shadow DN9   | Ford Cosworth DFV 3,0 V8               | G | АРГ 7    | БРА 12   | ЮАР Сход | СШЗ 7    | ИСП Сход | БЕЛ Сход | МОН НКВ  | ФРА 16   | ВЕЛ 12   | ГЕР 11   | АВТ Сход | НИД Сход | ИТА Сход | КАН Сход | США 4    |          | 15    | 3    |
| 1980  | Team Essex Lotus               | Lotus 81     | Ford Cosworth DFV 3,0 V8               | G | АРГ Сход | БРА 2    | ЮАР Сход | СШЗ Сход | БЕЛ 10   | МОН 9    | ФРА Сход | ВЕЛ Сход | ГЕР 16   | АВТ 6    | НИД Сход | ИТА 4    | КАН 10   | США 4    |          |          | 7     | 13   |
| 1981  | Team Essex Lotus               | Lotus 81     | Ford Cosworth DFV 3,0 V8               | M | СШЗ Сход | БРА 5    | АРГ 6    | САН      | БЕЛ 5    |          |          |          |          |          |          |          |          |          |          |          | 8     | 14   |
| 1981  | Team Essex Lotus               | Lotus 87     | Ford Cosworth DFV 3,0 V8               | M |          |          |          |          |          | МОН Сход |          |          |          |          |          |          |          |          |          |          | 8     | 14   |
| 1981  | John Player Team Lotus         | Lotus 87     | Ford Cosworth DFV 3,0 V8               | M |          |          |          |          |          |          | ИСП 5    | ФРА 6    |          |          |          |          |          |          |          |          | 8     | 14   |
| 1981  | John Player Team Lotus         | Lotus 87     | Ford Cosworth DFV 3,0 V8               | G |          |          |          |          |          |          |          |          | ВЕЛ ДСК  | ГЕР 7    | АВТ 7    | НИД 5    | ИТА 4    | КАН 6    | СИЗ Сход |          | 8     | 14   |
| 1982  | John Player Team Lotus         | Lotus 87B    | Ford Cosworth DFV 3,0 V8               | G | ЮАР 8    |          |          |          |          |          |          |          |          |          |          |          |          |          |          |          | 9     | 24   |
| 1982  | John Player Team Lotus         | Lotus 91     | Ford Cosworth DFV 3,0 V8               | G |          | БРА Сход | СШЗ 5    | САН      | БЕЛ 4    | МОН 5    | ДЕТ Сход | КАН 4    | НИД Сход | ВЕЛ 4    | ФРА Сход | ГЕР Сход | АВТ 1    | ШВА 6    | ИТА Сход | СИЗ Сход | 9     | 24   |
| 1983  | John Player Team Lotus         | Lotus 91     | Renault-Gordini EF1 Mecachrome 1,5 V6T | P | БРА ДСК  |          |          |          |          |          |          |          |          |          |          |          |          |          |          |          | 17    | 2    |
| 1983  | John Player Team Lotus         | Lotus 93T    | Renault-Gordini EF1 Mecachrome 1,5 V6T | P |          | СШЗ Сход | ФРА Сход | САН Сход | МОН Сход | БЕЛ 9    | ДЕТ Сход | КАН Сход |          |          |          |          |          |          |          |          | 17    | 2    |
| 1983  | John Player Team Lotus         | Lotus 94T    | Renault-Gordini EF1 Mecachrome 1,5 V6T | P |          |          |          |          |          |          |          |          | ВЕЛ Сход | ГЕР Сход | АВТ Сход | НИД Сход | ИТА 5    | ЕВР Сход | ЮАР Сход |          | 17    | 2    |
| 1984  | John Player Team Lotus         | Lotus 95T    | Renault EF4 Mecachrome 1,5 V6T         | G | БРА 3    | ЮАР 7    | БЕЛ 5    | САН 3    | ФРА 5    | МОН 5    | КАН 4    | ДЕТ 2    | ДАЛ 3    | ВЕЛ 4    | ГЕР Сход | АВТ Сход | НИД 4    | ИТА Сход | ЕВР Сход | ПОР 5    | 3     | 34   |
| 1985  | John Player Special Team Lotus | Lotus 97T    | Renault EF Mecachrome 1,5 V6T          | G | БРА 3    | ПОР 4    | САН 1    | МОН 3    | КАН 5    | ДЕТ 5    | ФРА 5    | ВЕЛ НКЛ  | ГЕР Сход | АВТ 5    | НИД 5    | ИТА 6    | БЕЛ Сход | ЕВР 5    | ЮАР Сход | АВС ДСК  | 5     | 33   |
| 1986  | Motor Racing Developments      | Brabham BT55 | BMW M12/13 1,5 L4T                     | P | БРА 8    | ИСП Сход | САН Сход | МОН Сход | БЕЛ      | КАН      | ДЕТ      | ФРА      | ВЕЛ      | ГЕР      | ВЕН      | АВТ      | ИТА      | ПОР      | МЕК      | АВС      | 24    | 0    |